# Shuiyousphaeridium macroreticulatum
Shuiyousphaeridium macroreticulatum je jednobuněčný eukaryotický organismus nejasného zařazení, známý pouze z fosílií. Ty byly nalezeny v pobřežních břidlicích v severní Číně. Datuje se do středních starohor, tedy v období mezi 1-1,6 miliardami lety.

## Popis
Fosílie tohoto eukaryota se vyznačují kulovitým tvarem a na povrchu množstvím výběžků. Jeden váček dosahuje velikosti asi 50-300 mikrometrů, zmíněné výběžky jsou dlouhé asi 10–15 μm.

## Zařazení
Mohlo by se jednat o houbu nebo o obrněnku.